# Seweryn Gancarczyk
Seweryn Daniel Gancarczyk (pronunție în poloneză [sɛˈvɛrɨn ˈdanʲɛl ɡanˈt͡sartʂɨk]; n. 22 noiembrie 1981) este un fotbalist polonez profesionist care joacă pentru GKS Tychy ca fundaș stânga.

## Cariera
Gancarczyk a început să joace fotbal în adolescență, la echipele de juniori ale Podkarpacie Pustynia. După mai multe sezoane acolo și după o scurtă perioadă la echipa Hetman Zamość din a doua ligă poloneză, Gancarczyk a atras atenția unei echipe din capitala Ucrainei, Kiev, și anume Arsenal Kiev. A mai jucat pentru clubul vest-ucrainean Volîn Luțk, fiind transferat de Metalist Harkov, unde a devenit vice-căpitanul clubului.
În 2007, a fost votat cel mai bun fundaș stânga din Ucraina.
În iarna anului 2008 Gancarczyk a vrut să participe la trialurile organizate de clubul scoțian Celtic FC, dar, din cauza unei accidentări, nu a putut participa și s-a întors la Metalist.

## La națională
A debutat pentru țara sa, în 2006, într-o înfrângere, scor 0-1, suferită în fața Lituaniei. A fost inclus în lotul de 23 de jucători care a participat la Campionatul Mondial de Fotbal 2006.
Pe 14 octombrie 2009, în timpul ultimului meci al Poloniei din calificări, cel cu Slovaciei, Gancarczyk a marcat un autogol în al treilea minut de joc, Polonia fiind învinsă de Slovacia cu scorul de 1-0 și astfel luându-i locul la Campionatul Mondial.
S-a căsătorit în 2008 cu Karoliną Pęcak, cu care are doi fii.